# Julia Ostertag
Julia Ostertag (geboren 1970 in Stuttgart) ist eine deutsche Filmregisseurin und Filmproduzentin. Den Schwerpunkt ihrer Arbeiten bilden Independent-Filme und Dokumentarfilme.

## Leben
Ostertag begann bereits in den 90er Jahren Experimentalfilme zu drehen. Bereits 1989 begann sie ein Studium von Filmwissenschaft und Malerei an der Hochschule Hannover und wechselte später an die Hochschule für Bildende Künste Braunschweig. Ihr Studium schloss sie 2003 mit dem Diplom und dem Kurzfilm Sexjunkie ab. Auf dem ersten Pornfilmfest Berlin wurde der Film als Best Short Film Germany 2003 ausgezeichnet.
Mit den Vorarbeiten für den Film Gender X startete sie 2003 und schloss das Projekt 2005 ab. Im gleichen Jahr lief der Film auf der Berlinale. Auf dem Mix Film Fest Brasil Sao Paulo 2006 gewann der Beitrag den Audience Award.
In den Jahren 2006 und 2007 arbeitete sie an ihrem ersten Spielfilm – der Punk-Dystopie Saila. Auf dem Minneapolis Underground Film Festival gewann der Film den Best Feature Award und auf dem Female Eye Film Fest Toronto den Best Experimental Film Award. Mit Under the red Umbrella veröffentlichte sie 2009 ein Kurzporträt über eine Sexarbeiterin, das auf verschiedenen nationalen und internationalen Festivals lief.
In der Folgezeit arbeitete sie gemeinsam mit Francesca Araiza Andrade an dem Dokumentarfilm Noise & Resistance über die europäische D.I.Y.-Subkultur. Der Neue Visionen Filmverleih brachte den Film 2011 in die deutschen Kinos, Die DVD erschien 2012 bei good!movies und im Vertrieb von Indigo.
Arte strahlte den Dokumentarfilm 2013 und 2016 aus, zudem lief der Film auf zahlreichen internationalen Festivals. Bei GMfilms erschien 2013 die Musikdokumentation And You Belong, die auf dem Fringe! Fest London Premiere feierte.
2016 erschien nach dreijähriger Arbeit ihr zweiter Spielfilm Dark Circus, ein in der Berliner Fetish- und Underground-Szene gedrehter Fantasy-Film, in dem ein Mädchen in ein okkultes Parallel-Universum entführt wird. Der Film gewann nur sechs Wochen nach seiner Veröffentlichung auf dem L´Étrange Festival Paris mehrere Preise auf dem MAC Underground Film Festival in Manaus, Brasilien.

## Filmografie
als Regisseurin und Produzentin
- 2004: Sexjunkie (Kurzfilm)
- 2004: No American Dream (Kurzfilm)
- 2005: Gender X (Dokumentarfilm)
- 2008: Saila (Spielfilm)
- 2009: Under the red Umbrella (Kurzfilm und Dokumentarfilm)
- 2011: Noise & Resistance (Dokumentarfilm)
- 2013: And You Belong (Dokumentarfilm)
- 2016: Dark Circus (Spielfilm)[6]

## Auszeichnungen
- Pornfilmfest Berlin: Best Short Film Germany 2003 für Sexjunkie
- Mix Film Fest Brasil Sao Paulo 2006: Audience Award für Gender X
- Minneapolis Underground Film Festival 2007: Best Feature Award für Saila
- Female Eye Film Fest Toronto 2007: Best Experimental Film Award für Saila